# Adelina Domingues
Adelina Domingues (* 19. Februar 1888 auf Brava, Kap Verde; † 21. August 2002 in San Diego, Kalifornien, USA) war eine kapverdisch-amerikanische Supercentenarian. Sie war vom 28. Mai 2002 bis zu ihrem Tod am 21. August 2002 für knapp drei Monate der älteste lebende Mensch. Ihr Altersrekord wurde posthum anerkannt.

## Leben
Adelina Domingues wurde am 19. Februar 1888 auf der kap-verdischen Insel Brava in einfachen Verhältnissen geboren. Ihr Vater war italienischer Herkunft und arbeitete als Hafenlotse, ihre Mutter war portugiesischer Herkunft.
Domingues arbeitete in ihrem Leben als Missionarin der freikirchlichen Kirche des Nazareners in Kap Verde und in anderen Ländern des afrikanischen Kontinents. Später arbeitete sie auch als Predigerin und Näherin im US-Bundesstaat Massachusetts. Domingues galt als strenggläubige, wertkonservative Person, die dem Ideal des American Dream folgte. Sie unterhielt unter anderem eine Brieffreundschaft mit dem US-Präsidenten Ronald Reagan. Sie lebte zudem eine vegetarische Ernährungsweise und vermied Tabak, Alkohol und jegliche Art von Medizin.
Domingues hatte vier Kinder, von denen jedoch nur eines erwachsen wurde; die anderen starben bereits in frühem Kindesalter. Ihr Sohn Frank (* 1927) starb 1998 im Alter von 71 Jahren, vier Jahre vor seiner Mutter.
Im August 2002 starb Domingues in einem Pflegeheim in San Diego (USA) im Alter von 114 Jahren und 183 Tagen. Zu dieser Zeit galt Domingues als der älteste auf den Kapverden geborene Mensch sowie der älteste Mensch aus einem portugiesischsprachigen Land.